# Delicatula
Delicatula là một chi nấm thuộc họ Tricholomataceae. Nó được miêu tả đầu tiên by Swiss nhà nấm học Victor Fayod năm 1889. Chi này gồm 2 loài phân bố rộng rãi.